# Searching for the Young Soul Rebels
Searching for the Young Soul Rebels es el álbum debut del grupo inglés Dexys Midnight Runners, lanzado el 11 de julio de 1980 por el sello Parlophone y Emi Records. Liderado por Kevin Rowland, el grupo se formó en 1978 en Birmingham, Inglaterra, obteniendo una fuerte reputación en actuaciones en vivo previo al lanzamiento de su primer disco. Grabado durante abril de 1980, el álbum combina la agresividad del punk rock con la música soul, particularmente influenciados por el movimiento Northern soul.
El álbum fue precedido y contiene el exitoso sencillo “Geno”, que llegó a la cima de los UK Singles Chart. también contiene otros dos singles  “Dance Stance” (regrabado como “Burn it Down”) y “There, There, My Dear” (que contiene la letra “I've been searching for the young soul rebels” que da nombre al disco). El álbum alcanzó el número 6 en los UK  Album Chart y distinguido como plata por la British phonographic Industry. Fue bien recibido por la crítica desde su lanzamiento e incluido en los 1001 discos que hay que escuchar antes de morir.

## Antecedentes
En 1976 Kevin Rowland formó una banda de punk rock llamada The Killjoys, de Birmingham, Inglaterra, que obtuvo un éxito menor con el lanzamiento del sencillo “Johnny Won’t Get to Heaven"/"Naïve" en 1977. Kevin “Al” Archer se unió en principios de 1978, pero por disputas y tensiones internas entre Rowland y el resto del grupo la banda se terminó disolviendo. En una noche de julio de 1978. Rowland decide formar una nueva banda, que terminaría convirtiéndose en Dexys Midnigth Runners, luego de decirle a Archer “Voy a hacer lo que realmente quiero hacer: formar un gran grupo. Vamos a usar ropas geniales y hacer música conmovedora". Durante julio Rowland y Archer audicionaron entre 30 a 40 personas para unirse al grupo, que terminaría en consistir de 8 integrantes. Más tarde ese verano el grupo terminará de crear su nombre, a partir de la droga Dexedrine utilizada por los fanáticos de Northen soul, y por su exhaustivo y riguroso horario de escritura y ensayo, practicando hasta 9 horas por día. En noviembre de 1978  la banda entró en los circuitos en vivo de Reino Unido ganando reputación por sus actuaciones, que incluían covers de clásicos del soul y propias. Rowland y Archer implementaron un estricto código de conducta, evitando ingerir alcohol o drogas previo a actuaciones e introduciendo a muchos miembros de la banda en actividades como hurto en tiendas y viajes en tren de polizón.
En 1979 Rowland rechazó una oferta de unirse a 2 Tone Records y en cambio firmó con Odball Records. En noviembre de ese año la  banda adoptó su imagen característica para las primeras grabaciones consistiendo de chaquetas y gorras de tela, inspiradas en los trabajadores portuarios de Nueva York, como aparece en el film On The Waterfront. Luego del lanzamiento de su primer sencillo “Dance Stance” en diciembre, que logró entrar en los charts y permitió que la banda firmara con EMI Records. Y realizaría su gira por el Reino Unido bajo el título Intense Emotions Review con entradas agotadas. La integración cambiaría en este punto con la salida de John Jay siendo reemplazado por Bobby Ward y más tarde por Andy “Stoker” Growcott en batería, Pete Saunders es reemplazado por Andy Leek en el órgano. La banda lanza su siguiente sencillo “Geno” el 15 de marzo de 1980 que alcanza el número 1 en los UK Singles Chart.

## Grabación.
La grabación de Searching for the Young Soul Rebels se realizó en 12 días en Chipping Norton Recording Studios en Oxfordshire, Inglaterra. Fue producido por Pete Wingfield, que previamente había grabado el hit sencillo “Eighteen witha Bullet” del cual Rowland era fan. El organista Andy Leak dejó el grupo durante la grabación, apareciendo solo en dos canciones (“Geno”, que fue grabada previamente, y “Thankfully Not Living in Yorkshire It Doesn't Apply"), dejando lugar al retorno de Pete Saunders. “There, There, My Dear” Tiene a Rowland cantando el coro principal de “Everything I Do Gonh Be Funky (From Now On)” de Lee Doesey al final de la canción.
La banda sufrió constantes problemas con la discográfica EMI Records durante su relación contractual, desde las negociaciones iniciales solo tres miembros del grupo (Rowland, Archer y Geoffrey “Jeff” Blythe), considerados como el núcleo, firmaron con el sello, lo que causó conflictos con el grupo. También se les pagaba sólo el 6% de regalías cuanto a la mayoría de las bandas recibía el 10 al 12%. Esto llevó a Rowland a amenazar con robar las grabaciones del estudio y retenerlas hasta que las regalías aumentaran, lo que EMI tomó con gracia. Sin embargo en el último día de mezcla, mientras WIngfield estaba fuera del estudio por una taza de café , los miembros de la banda trancaron la puerta del estudio, cada uno tomó una caja de cintas magnéticas y corrieron por el edificio hasta su vehículo de escape, un Morris Minor que pertenecía a la novia de Saunders, y manejaron hasta la casa de los padres de Rowland en Birmingham. EMI exigió que las cintas fueran devueltas, pero las banda cumplió cuando la discográfica aumentó las regalías a 9%, las cintas casi son destruidas por trasladarlas en el metro de Londres.

## Composición
Searching for the Young Soul Rebels abre con sonido de estática de radio, en los cuales se escuchan fragmentos de “Smoke on the Water” de Deep Purple, “Holidays in the Sun” de Sex Pistols y “Rat Race” de The Specials. Seguido por un corte donde se escuchan gritos de Rowland y “Big” Jim Paterson y la canción “Burn it Down”, una regrabación del primer sencillo “Dance Stance”.
Mojo calificó el sonido del álbum como “una mezcla energética de pop, Northen soul actitud punk” La banda intentó crear un sonido metálico mezclado con la agresividad de punk rock. La música mayoritariamente consiste en un beat soul ("Tell Me When My Light Turns Green", "Geno", "Seven Days Too Long") inspirada en sellos como Motown y Stax, y un lento blues-jazz ("I'm Just Looking", "I Couldn't Help It If I Tried", "Keep It"). "Seven Days Too Long" es un cover de "Northern soul classic", originalmente grabado por Chuck Wood. Las letras de Rowland son descritas como “una mezcla de bravuconearía contundente, profundo disgusto y un alarde bastante heroico de sus inseguridades, sollozando en lugar de cantado,” y temas de preocupación como la ignorancia hacia los irlandeses (“Burn it Down”), una carta abierta a la deshonesta escena musical ("There, There, My Dear") y un tributo al cantante soul Geno Washington (“Geno”).

## Lanzamiento
El álbum fue lanzado el 11 de julio de 1980. Alcanzó el número 6 en el UK Albums Chart. También entró en el New Zeland Music Chart por 21 semanas, alcanzando el número 11, y el Sverigetopplistan por 4 semanas, alcanzando el número 31. Dos semanas después de su lanzamiento fue reconocido como disco de plata por la British Phonographic Industry. Tres singles fueron lanzados previo al álbum: “Dance Stance” (originalmente por Oddball Records, regrabada para el álbum como “Burn it Down”) fue lanzado en noviembre de 1979 alcanzando el puesto 40 en los UK Singles Chart. “Geno” lanzado el 15 de marzo de 1980 y alcanzando el número 1 en charts y número 2 en los Irish Singles Chart.  “There, There, My Dear” fue lanzado en junio de 1980 llegando al número 7 en el chart de Reino Unido.
Justo antes del lanzamiento del álbum la banda comenzó su gira por el Reino Unido llamada “Intense Emotions Review”, con el apoyo del comediante Keith Allen. Luego del lanzamiento, un nuevo sencillo fue lanzado en octubre de 1980 llamado “Keep It Part Two (Inferiority Part One)”, que consiste en un regrabación de la canción “Keep It” con nuevas letras escritas por Rowland.

### Reediciones
Searching for the Young Soul Rebels fue reeditado con bonus tracks tres veces. Primero en 1996, las once canciones originales más siete singles que Dexys lanzaron con EMI formaron parte de la primera colección llamada “it Was Like This”; sin embargo dos caras del primer sencillo (“Dance Stance”, "I'm Just Looking" ) se incluyeron en las versiones originales producidas por Bernie Rhodes (con Bobby Warad en batería), no la regrabada producida por Wingfield que se incluía en el álbum. Luego una edición remasterizada del álbum fue lanzada en el 2000 para su 20° aniversario, incluyendo dos pistas adicionales: el videoclip de “Geno” y “There, There, My Dear". Más recientemente, una edición especial 30° aniversario fue lanzada en 2010 incluyendo un bonus track de grabaciones y demos, que incluye todos los bonus track de la edición It Was Like This como actuaciones en vivo en la BBC.

### Embalaje
La tapa del álbum consta de una fotografía de un niño irlandés católico de 13 años cargando sus pertenencias luego de ser expulsado de su casa en Belfast, Irlanda del norte a causa del conflicto norirlandés en 1971. La foto fue incluida en el periódico Evening Standard el día siguiente que fue tomada y fue elegida por la banda nueve años más tarde. El niño de la foto se auto identificó como Anthony O'Shaughnessy. El comentó “hubo una tensión que aumentó lentamente durante tres días. Las personas no sabían que iba a pasar. Pensé que era un sueño y que a la mañana siguiente todo iba a estar bien, ni siquiera recuerdo al fotógrafo”. Sobre la elección de la imagen Rowland explicó que “Quería una foto de un disturbio. Podría ser de cualquier lugar pero en secreto me alegré de que fuera de Irlanda". El sobre original también contenía un relato de la historia de la banda junto con varias frases impresas junto con el título de las canciones, incluidas citas del libro Borstal Boy y el Libro de los Salmos de Brendan Behan.
La figura en la izquierda (con pelo largo) tiene fama de ser Robert Bates. miembro de los Shankill Butchers.

## Recepción
Searching for the Young Soul Rebels fue recibido positivamente por la crítica musical. Melody Maker lo incluyó como uno de los mejores álbumes de 1980 en su lista anual, mientras que NME lo nombró décimo mejor álbum del año. David Hepwhorth, sin embargo, en su crítica en Smash Hits, se mostró despectivo y consideró que “canciones potencialmente buenas son arruinadas por voces amaneradas y arreglos que buscan ser épicos ”. Rober Christagau, llamándolo “un disco extraño”, comentó: “Nunca los vientos sonaron tan amargos, y Kevin Rowland no puede sostener una nota a otra. Hay vientos que se superponen perfectamente mal que me hacen reír a carcajadas, y con Kevin Rowland tembloroso con su poesía profunda mientras el resto grita, lo disfruté realmente mucho, como disfruto una noche viendo a un grupo no wave”.
En los años siguientes al lanzamiento, el álbum fue ampliamente aclamado por la crítica. El crítico Ned Raggett de AllMusic remarcó en ese álbum que Rowland “toma el rol que Morrissey tendría en 1985 y Jarvis Cocker en 1995, una inesperada pero perfecta voz que captura el momento del Reino Unido. El regreso del ‘soul’ al rock inglés en el albor del Thatcherismo”. Daryl Eslea de BBC Music escribió que “Young Soul Rebels - feroz, furiosa y apasionada - deja uno de los mejores álbumes de todo el tiempo”. En una entrevista retrospectiva con motivo del relanzamiento en 2010, Graeme Thomson de Uncut concluye que “el mito alrededor de Kevin Rowland tiende a ocultar el hecho de que fue responsable de una música realmente emotiva”, y que “a 30 años de edad, Young Soul Rebels sigue ardiendo”. Tom Ewing, escritor de Pitchfork, lo elogió como la mejor creación de los Dexys Midnight Runners. mientras que Neil Ashman de Drowned in Sound “casi perfecto”. Mojo nombró Searching for the Young Soul Rebels “El álbum más luminoso y refrescante” de 1980.
Searching for the Young Soul Rebels es incluido desde entonces en numerosas listas de críticos y referentes. Incluyendo la lista de los “100 mejores albums de la historia” de The Guardian (#93), “Top 100 Albums de todos los tiempos” (#42) de Melody Maker’s. "100 Mejores Albums Británicos de la historia" de NME y 1001 discos que hay que escuchar antes de morir.

## Lista de canciones
| Lado A |                                     |                                          |          |  |
| N.º    | Título                              | Writer(s)                                | Duración |  |
| 1.     | «Burn It Down»                      | Kevin Rowland                            | 4:21     |  |
| 2.     | «Tell Me When My Light Turns Green» | Rowland                                  | 3:46     |  |
| 3.     | «The Teams That Meet in Caffs»      | Kevin Archer                             | 4:08     |  |
| 4.     | «I'm Just Looking»                  | Rowland, Geoffrey Blythe, Peter Saunders | 4:41     |  |
| 5.     | «Geno»                              | Rowland, Archer                          | 3:31     |  |

| Lado B |                                                       |                             |          |  |
| N.º    | Título                                                | Writer(s)                   | Duración |  |
| 6.     | «Seven Days Too Long»                                 | J.R. Bailey, Vernon Harrell | 2:43     |  |
| 7.     | «I Couldn't Help If I Tried»                          | Rowland, Jim Paterson       | 4:14     |  |
| 8.     | «Thankfully Not Living in Yorkshire It Doesn't Apply» | Rowland, Saunders           | 2:59     |  |
| 9.     | «Keep It»                                             | Archer, Blythe              | 3:59     |  |
| 10.    | «Love Part One»                                       | Rowland                     | 1:12     |  |
| 11.    | «There, There, My Dear»                               | Rowland, Archer             | 3:31     |  |

| 30th Edición Aniversario |                                                                   |                                                                                         |          |  |
| N.º                      | Título                                                            | Writer(s)                                                                               | Duración |  |
| 1.                       | «Dance Stance» (Sencillo)                                         | Rowland                                                                                 | 3:44     |  |
| 2.                       | «I'm Just Looking» ("Dance Stance" B-side)                        | Rowland, Blythe, Saunders                                                               | 4:23     |  |
| 3.                       | «Breaking Down the Walls of Heartache» ("Geno" B-side)            | Sandy Linzer, Denny Randell                                                             | 3:24     |  |
| 4.                       | «The Horse» ("There, There, My Dear" B-side)                      | Jesse James                                                                             | 2:22     |  |
| 5.                       | «Keep It Part Two (Inferiority Part One)» (Sencillo)              | Rowland, Archer                                                                         | 3:45     |  |
| 6.                       | «One Way Love» ("Keep It Part Two (Inferiority Part One)" B-side) | Bert Berns, Jerry Ragovoy                                                               | 3:09     |  |
| 7.                       | «Plan B» (Sencillo)                                               | Rowland, Paterson                                                                       | 2:37     |  |
| 8.                       | «Soul Finger» ("Plan B" B-side)                                   | Ben Cauley, Carl Cunningham, James Alexander, Jimmy King, Phalon Jones, Ronnie Caldwell | 2:12     |  |
| 9.                       | «Thankfully Not Living in Yorkshire It Doesn't Apply» (Demo)      | Rowland, Saunders                                                                       | 2:53     |  |
| 10.                      | «Hold On, I'm A Comin'» (Demo)                                    | Isaac Hayes, David Porter                                                               | 4:18     |  |
| 11.                      | «Breaking Down the Walls of Heartache» (Demo)                     | Linzer, Randall                                                                         | 3:36     |  |
| 12.                      | «The Horse» (Demo)                                                | James                                                                                   | 2:40     |  |
| 13.                      | «I Couldn't Help If I Tried» (Demo)                               | Rowland, Paterson                                                                       | 4:18     |  |
| 14.                      | «Geno» (Peel session)                                             | Rowland, Archer                                                                         | 3:29     |  |
| 15.                      | «Tell Me When My Light Turns Green» (Peel session)                | Rowland                                                                                 | 3:15     |  |
| 16.                      | «The Horse» (Peel session)                                        | James                                                                                   | 2:13     |  |
| 17.                      | «Breaking Down the Walls of Heartache» (Peel session)             | Linzer, Randell                                                                         | 3:29     |  |
| 18.                      | «Geno» (Kid Jensen BBC Radio 1 Session)                           | Rowland, Archer                                                                         | 3:26     |  |
| 19.                      | «Respect» (Kid Jensen BBC Radio 1 Session)                        | Otis Redding                                                                            | 3:35     |  |
| 20.                      | «Dance Stance» (Kid Jensen BBC Radio 1 Session)                   | Rowland                                                                                 | 3:19     |  |
| 21.                      | «The Teams That Meet in Caffs» (Kid Jensen BBC Radio 1 Session)   | Archer                                                                                  | 3:56     |  |

## Personal
Dexys Midnight Runners
- Kevin Rowland – voz
- Kevin "Al" Archer – guitarra, voz.
- "Big" Jim Paterson – trombón
- Pete Williams – bajo, voz
- Geoffrey "Jeff" Blythe – saxo
- Steve "Babyface" Spooner – saxo alto
- Pete Saunders – Órgano, piano
- Andy "Stoker" Growcott – batería
- Andy Leek – órgano en "Geno" y la edición 30 aniversario de "Breaking Down the Walls of Heartache" "Respect"

Producción
- Pete Wingfield – productor
- Barry Hammond – ingeniero
- Peter Barrett – arte
- Tony Cousins – remasterización (2000 reedición)
- Nigel Reeve – diseño CD (2000 reedición)